# Campeonato Europeo de Patinaje Artístico sobre Hielo de 1900
El VII Campeonato Europeo de Patinaje Artístico sobre Hielo se realizó en Berlín (Alemania) en enero de 1900. Fue organizado por la Unión Internacional de Patinaje sobre Hielo (ISU) y la Unión Alemana de Patinaje sobre Hielo.

## Resultados
| Puesto | Nombre         | País    |
| ------ | -------------- | ------- |
| Oro    | Ulrich Salchow | Suecia  |
| Plata  | Gustav Hügel   | Austria |
| Bronce | Oscar Holthe   | Noruega |

## Medallero
| Núm. | País    | Oro | Plata | Bronce | Total |
| ---- | ------- | --- | ----- | ------ | ----- |
| 1    | Suecia  | 1   | 0     | 0      | 1     |
| 2    | Austria | 0   | 1     | 0      | 1     |
| 3    | Noruega | 0   | 0     | 1      | 1     |
|      | TOTAL   | 1   | 1     | 1      | 3     |